# Enric Monsonís Domingo
Enric Monsonís Domingo (Borriana, 1931 - 2011) fou un polític liberal valencià, el segon president del Govern (preautonòmic) del País Valencià des de 1979, quan va succeir a Josep Lluís Albiñana, fins a 1982, quan va deixar pas al primer president electe, el socialista Joan Lerma.

## Biografia

### Inicis a Alemanya
Fill d'un exportador de taronges que fou assassinat durant la Guerra Civil, es va establir el 1954 a la República Federal d'Alemanya, per continuar amb el negoci familiar, i als pocs anys va produir el 2% de l'exportació total d'Espanya.
A Alemanya, va ocupar diferents càrrecs polítics i econòmics, com el de president de la Cambra de Comerç de Frankfurt el 1972, i dos anys després va arribar a la Federació de Cambres Europees, al mateix temps que entrava en les files del Partit Democràtic Lliure (FDP).

### Tornada a Borriana i nomenament com a president preautonòmic i autonòmic
De tornada a Borriana, va participar el 1976 en la Federació de Partits Demòcrates i Liberals de Joaquín Garrigues Walker, que fou un dels components de la coalició que donaria origen a la Unió de Centre Democràtic. En aquesta etapa fou assessor del vicepresident del govern Fernando Abril Martorell.
A l'abril del 1978 fou designat Conseller d'Agricultura del Consell del País Valencià, òrgan preautonòmic bressol de la futura Generalitat Valenciana. Va ocupar aquest càrrec fins al juny del 1979, quan fou nomenat conseller d'Economia i Hisenda, Interior i Treball i Obres Públiques, Urbanisme i Turisme.
Com la majoria dels ucedistes de les comarques de Castelló, Monsonís no compartia l'estratègia anticatalanista de la UCD valenciana, si bé acabaria abraçant-la amb l'objectiu de forçar la dimissió de Josep Lluís Albinyana al capdavant del Consell preautonòmic del País Valencià, que acabaria ocorreguent en juny de 1979.
Després de la dimissió del socialista Josep Lluís Albinyana, provocada per la retirada dels consellers socialistes, que l'havien deixat en minoria al ple del Consell, fou elegit president del Consell, el segon després de la seua creació. Seria President del consell fins a desembre de 1982, quan com a resultat de la victòria socialista a les eleccions generals espanyoles de 1982 seria substituït per Joan Lerma. Durant la seua presidència es va aprovar l'Estatut d'Autonomia i, per tant, fou el primer president de la nova Generalitat Valenciana, tal com arreplega la sentència ferma del Tribunal Superior de Justícia de la Comunitat Valenciana.
Durant la Legislatura Constituent d'Espanya (1977-1979) i la I Legislatura d'Espanya (1979-1982), va ser diputat al Congrés dels Diputats. El 1983 es va integrar al Partit Demòcrata Liberal d'Antonio Garrigues Walker. Posteriorment es va integrar a Unió Valenciana.

### Etapa com a eurodiputat
Després de deixar la primera línia política amb l'enfonsament d'UCD el 1982, entra a militar a Unió Valenciana. L'any 1999 fou designat candidat del seu partit, que participava en la Coalició Europea per a les eleccions al Parlament Europeu de 1999. La coalició va obtindre dos escons que es van distribuir rotant entre els representants dels partits constituents de la coalició. Monsonís fou eurodiputat entre el 2003 i el 2004, succeint Isidoro Sánchez García (CC) integrat al grup del Partit Europeu dels Liberals, Demòcrates i Reformistes. Es va oposar al pacte entre Unió Valenciana i el Partit Popular el 2004.
L'any 2005, Monsonís va reclamar ser reconegut oficialment com el primer president del Consell autonòmic, fet que ell assegurava que li havia reconegut en una sentència el Tribunal Superior de Justícia de la Comunitat Valenciana, però no va percebre mai el sou vitalici previst a la llei d'ex-presidents del Consell.
Va morir l'octubre de 2011 a l'edat de 80 anys a la seua Borriana natal. El president de la Generalitat Valenciana, Alberto Fabra va expressar el seu condol en nom del Consell i declarà un dia de dol oficial. Monsonís va rebre l'Alta Distinció de la Generalitat Valenciana l'any 1995 i la placa de l'Ordre de Jaume I El Conqueridor el 2008.